# Saulo Haarla
Saulo Ismaro Haarla, född 24 november 1930 i Helsingfors, död 4 oktober 1971 i Uleåborg, var en finländsk skådespelare och teaterregissör.

## Biografi
Haarla var son till författaren Lauri Haarla och skådespelaren Tyyne Haarla, båda kulturellt aktiva och involverade i diverse filmer. Saulo Haarla utexaminerades från Konstuniversitetets Teaterhögskola 1953 och verkade under många år vid Åbo stadsteater, Tammerfors teater och Tammerfors arbetarteater. Från 1964 lärde han ut mikrofonteknik vid teaterhögskolan. Åren 1962–1965 var Haarla dramaregissör vid Yleradions teateravdelning. Under 1950- och 1960-talen medverkade Haarla sju filmer, den första 1951. Haarla var även aktiv handbollsspelare och var finsk mästare i sporten 1957–1960 samt 1964.
Haarla var gift tre gånger: 1953–1960 med operasångerskan och skådespelaren Helena Salonius, 1961–1965 med skådespelaren Marjatta Kallio och 1965–1971 med radiojournalisten Aune Lahdelma. Saulo Haarla avled 1971 efter en tids sjukdom.

## Filmografi i urval
- Tukkijoella, 1951
- Yö on pitkä, 1952
- Hilja, mjölkflickan, 1953
- Oi, muistatkos..., 1954
- Okänd soldat, 1955
- Pekka ja Pätkä sammakkomiehinä, 1957
- Kaasua, komisario Palmu!, 1961